# Оккупация в 26 картинках
«Оккупация в 26 картинках» (сербохорв. Okupacija u 26 slika) — хорватская драма 1978 года, режиссёра Лордана Зафрановича, которая была номинирована на Золотую пальмовую ветвь в Каннах, а также выиграла Grand Golden Arena на кинофестивале в Пуле. Фильм был под запретом в Хорватии и почти не показывался во время 1980-х — 1990-х годов, так как содержание фильма вызвало споры в связи с провокационными темами, которые были подняты в нём.

## Сюжет
Фильм рассказывает о жизни трёх близких друзей: хорвата Нико, итальянца Тони и еврея Михо перед самым началом Второй мировой войны в городе Дубровник. В то время когда друзья находились в гостях, их нормальная жизнь была внезапно прервана шумом боевых самолётов и стрельбой. В город входят нацистские и фашистские солдаты. В фильме описывается жизнь города после начала войны.

## В ролях
- Франо Ласич — Нико;
- Милан Штрлич — Тони;
- Таня Побержник — Ане;
- Борис Краль — Бальдо;
- Иван Клеменц — Михо;
- Гордана Павлов — Мара;
- Стево Жигон — Хубичка;
- Берт Сотлар — Стиепо;
- Мария Кон — Луце;
- Карло Булич — Пашко;
- Звонко Лепетич — Гавран (рус. Ворон);
- Милан Ерак — Мараш;
- Антун Налис — Паоло;
- Таня Бошкович — Пина;
- Изет Хайдарходжич — Дум Дживо;
- Борис Дворник — Влахо.

## Награды
- Номинация на Золотую пальмовую ветвь в Каннах.
- Три награды на кинофестивале в Пуле (лучший фильм, режиссёр, оператор).